# Chiesa di San Leonardo (Campobasso)
La chiesa di San Leonardo è una chiesa di Campobasso.

## Storia
La chiesa fu costruita nel Trecento in romanico gotico. Nel 1338 fu inaugurata e gestita da una confraternita religiosa di Domenicani, successivamente vi fu trasferito da San Giorgio il fonte battesimale e divenne principale chiesa della città medievale, a metà via tra il castello e la base fuori le mura di Campobasso. Il terremoto del 1456 danneggiò la chiesa, che fu poi ampliata all'interno. Anche il terremoto del 1805 portò danni, anche se non gravissimi. 
La rampa di scale fu sostituita nel '900 con una più moderna.
I dipinti interni sono tele del XVI secolo, come i quadri della Cena di Gesù e la Vergine che corre verso il Signore.

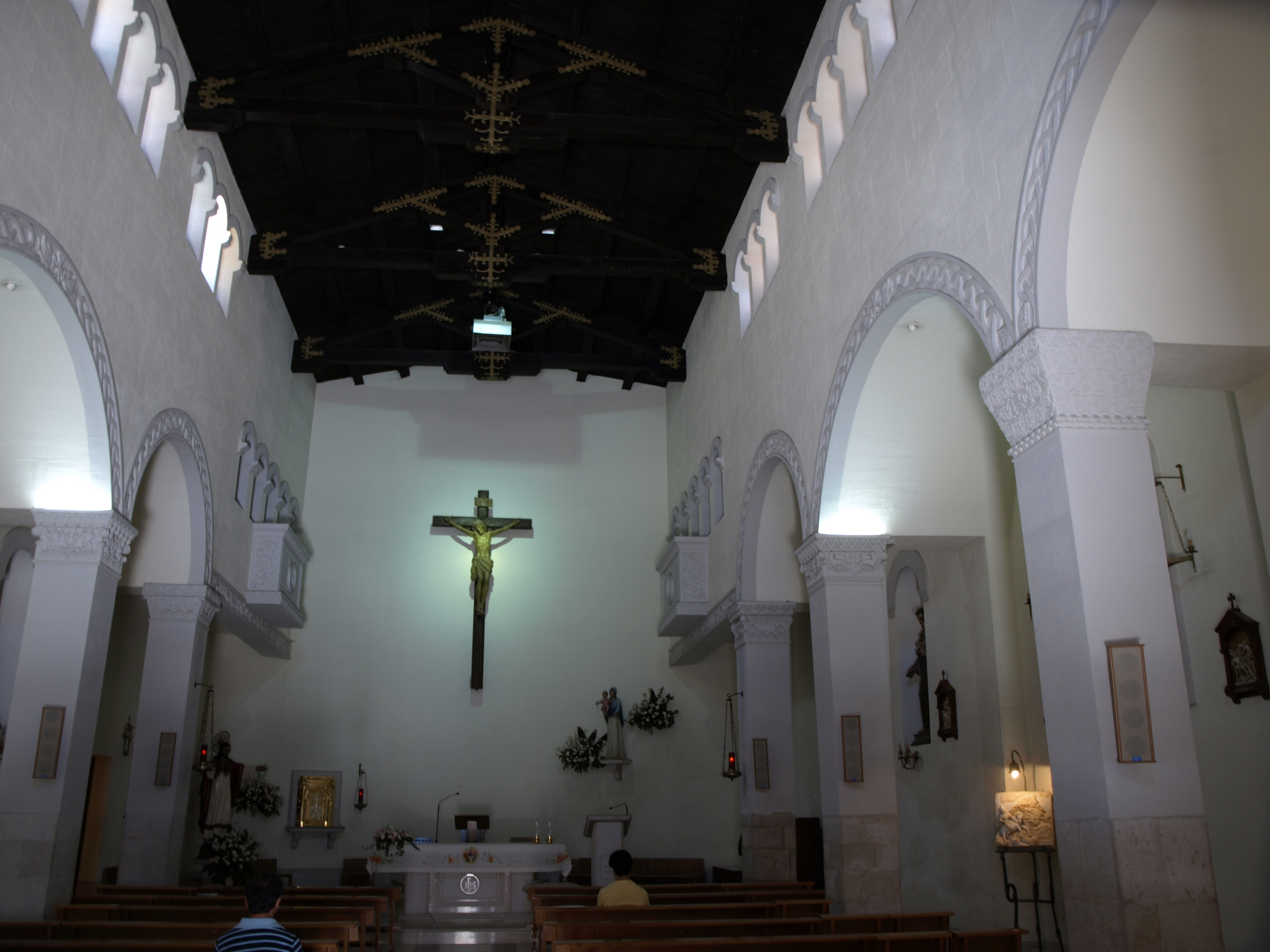
Interno